# ضفادع الغابات المتخفية
ضفادع الغابات المتخفية أو ضفادع متخفية سامة (الاسم العلمي: Aromobatidae)، فصيلة ضفادع تستوطن أمريكا الوسطى وأمريكا الجنوبية.